# داني ويلبيك
داني ويلبيك (بالإنجليزية: Danny Welbeck)‏ (26 نوفمبر 1990 -) هو لاعب إنكليزي من أصل غاني، وهو يلعب حاليا في نادي برايتون قادماً من نادي ارسنال، موقعه جناح أو مهاجم.
ولد في لونكسايد مانشستر انكلترا لابويين غانيين والتحق بنادي مانشستر يونايتد في موسم 2005-2006, وكانت أول مباراة له امام نادي سندرلاند في 8 أبريل 2006.

## سيرة اللاعب
مانشستر يونايتد
وقع ويلبيك عقده الأول كمتدرب في يوليو 2007، وبدأ موسم 2007-08 في فريق تحت 18 عاما، ولكن سرعان ما تمت ترقيته إلى الفريق الاحتياطي، مما أمكنه من الظهور كبديل في مباريات متعددة.
كان ظهور ويلبيك الأول مع فريق مانشستر يونايتد في 23 سبتمبر 2008، في مباراة كأس الرابطة أمام ميدلسبره. فاز مانشستر يونايتيد 3-1 في المباراة، ولكن ويلبيك لم يتمكن من الظهور على لائحة الهدافين رغم أنه كان على مقربة من ذلك.
في 23 سبتمبر 2009، سجل ويلباك الهدف الأول له في مباراة الجولة الثالثة ضد ولفرهامبتون واندرارز.
في 27 أكتوبر 2009، سجل ويلبيك هدفه الثاني على التوالي ضد بارنسلي في الفوز 2-0.
في 25 نوفمبر 2009، لعب ويلبيك لأول مرة في دوري ابطال أوروبا في المباراة التي خسرها 1-0 أمام بشكتاش.
المسيرة الدولية
في 29 مارس 2011، كان ويلبيك من الاعبين الذين تم استدعاؤهم إلى صفوف منتخب بلاده في مباراة ودية ضد غانا.
دخل ويلبيك مكان أشلي يونج في الدقيقة 81 من التعادل 1-1 مع غانا في استاد ويمبلي.
يوم 29 مايو 2012، تم إدراج يلبيك كجزء من 23 لاعبا لتشكيلة منتخب إنجلترا لكأس الأمم الأوروبية 2012.
يوم 21 نوفمبر أصبح صاحب أفضل تسديدة بالكعب أمام مانشستر يونايتد الذي انتهت بخسارة فريقه امامه.

## روابط خارجية
- داني ويلبيك على موقع الاتحاد الدولي (مؤرشف)  (الإنجليزية)
- داني ويلبيك على موقع الاتحاد الأوربي (الإنجليزية)
- داني ويلبيك على موقع إي إس بي إن إف سي (الإنجليزية)
- داني ويلبيك على موقع قاعدة بيانات كرة القدم.إي يو (الإنجليزية)
- داني ويلبيك على موقع ناشيونال فوتبول تيمز (الإنجليزية)
- داني ويلبيك على موقع Soccerbase.com (لاعب) (الإنجليزية)
- داني ويلبيك على موقع Soccerway.com (الإنجليزية)
- داني ويلبيك على موقع عالم كرة القدم.نت (الإنجليزية)
- داني ويلبيك على موقع AS.com (الإسبانية)